# 平成13年度全国高等学校総合体育大会
平成13年度全国高等学校総合体育大会（へいせい13ねんどぜんこくこうとうがっこうそうごうたいいくたいかい）は、2001年（平成13年）8月から2002年（平成14年）2月にかけて行われた全国高等学校総合体育大会である。
実施32競技のうち、28競技による夏季大会が2001年8月1日 - 8月20日を開催期間として熊本県で、冬季大会の4競技が競技種目ごとに下記開催地および開催期間にてそれぞれ実施された。

## 夏季大会
夏季大会は、2001年（平成13年）8月1日から同年8月20日まで熊本県で開催された。大会愛称はひのくに新世紀総体2001、大会スローガンは「このとき 君が輝き 風になる」。総合開会式は8月1日に熊本県民総合運動公園陸上競技場で行われた。

### 概要
- 主催 - 全国高等学校体育連盟、熊本県、熊本県教育委員会、関係競技種目別全国統轄団体、熊本県会場地市町村、熊本県会場地市町村教育委員会
- 後援 - 文部科学省、日本体育協会、日本放送協会（NHK）、熊本県体育協会、熊本県会場地市町村体育協会
- 主管 - 全国高等学校体育連盟競技種目別専門部、熊本県高等学校体育連盟、関係の熊本県競技種目別団体
- 開催競技種目 - 28競技（男子27競技、女子22競技）

## 冬季大会

### ラグビーフットボール大会
ラグビーフットボール大会は、第81回全国高等学校ラグビーフットボール大会として2001年12月27日 - 2002年1月7日に大阪府東大阪市の花園ラグビー場、花園中央公園多目的球技広場で開催された。